# Elecciones estatales de Coahuila de 2011
Las elecciones estatales de Coahuila de 2011 se llevaron a cabo el domingo 3 de julio de 2011, y en ellas se renovarán los siguientes cargos de elección popular:
- Gobernador de Coahuila. Titular del Poder Ejecutivo del estado, electo para un periodo de seis años no reelegibles en ningún caso. El candidato electo fue Rubén Moreira Valdez[2]
- 25 Diputados al Congreso del Estado. 16 electos por mayoría relativa en cada uno de los Distrito Electorales y 9 mediante el principio de representación proporcional.

## Resultados

### Gobernador
|  | 36.00 % |

|  | 58.71 % |

|  | 0.93 % |

|  | 1.16 % |

|  | 0.76 % |

|  | 0.35 % |

|  | 0.39 % |

|  | 0.16 % |

|  | 0.60 % |

|  | 97.75 % |

|  | 2.25 % |

|  | 61.62 % |

|  | 38.38 % |

#### Abasolo
|  | 37.30 % |

|  | 60.32 % |

|  | 0.40 % |

|  | 0.40 % |

|  | 0.26 % |

|  | 0.26 % |

|  | 0.13 % |

|  | 0.26 % |

|  | 0.13 % |

|  | 0.53 % |

|  | 0.00 % |

|  | 0.00 % |

|  | 98.95 % |

|  | 1.05 % |

|  | 63.30 % |

|  | 36.70 % |

#### Acuña
|  | 24.48 % |

|  | 71.89 % |

|  | 0.57 % |

|  | 0.80 % |

|  | 0.36 % |

|  | 0.21 % |

|  | 0.47 % |

|  | 0.17 % |

|  | 0.42 % |

|  | 0.58 % |

|  | 0.05 % |

|  | 0.00 % |

|  | 98.21 % |

|  | 1.79 % |

|  | 55.00 % |

|  | 45.00 % |

#### Allende
|  | 41.80 % |

|  | 55.85 % |

|  | 0.41 % |

|  | 0.66 % |

|  | 0.30 % |

|  | 0.28 % |

|  | 0.22 % |

|  | 0.12 % |

|  | 0.02 % |

|  | 0.33 % |

|  | 0.02 % |

|  | 0.00 % |

|  | 98.37 % |

|  | 1.63 % |

|  | 62.12 % |

|  | 37.88 % |

#### Arteaga
|  | 24.42 % |

|  | 70.54 % |

|  | 0.55 % |

|  | 0.89 % |

|  | 0.46 % |

|  | 0.28 % |

|  | 0.06 % |

|  | 0.35 % |

|  | 0.09 % |

|  | 2.21 % |

|  | 0.10 % |

|  | 0.00 % |

|  | 97.74 % |

|  | 2.26 % |

|  | 70.15 % |

|  | 29.85 % |

#### Candela
|  | 28.73 % |

|  | 68.76 % |

|  | 0.67 % |

|  | 1.01 % |

|  | 0.17 % |

|  | 0.50 % |

|  | 0.00 % |

|  | 0.17 % |

|  | 0.00 % |

|  | 0.00 % |

|  | 0.00 % |

|  | 0.00 % |

|  | 98.92 % |

|  | 1.08 % |

|  | 72.93 % |

|  | 27.07 % |

#### Castaños
|  | 31.62 % |

|  | 63.94 % |

|  | 2.21 % |

|  | 0.92 % |

|  | 0.34 % |

|  | 0.35 % |

|  | 0.21 % |

|  | 0.06 % |

|  | 0.05 % |

|  | 0.28 % |

|  | 0.02 % |

|  | 0.00 % |

|  | 98.48 % |

|  | 1.52 % |

|  | 64.03 % |

|  | 35.97 % |

#### Cuatrociénegas
|  | 44.21 % |

|  | 52.99 % |

|  | 0.81 % |

|  | 0.55 % |

|  | 0.36 % |

|  | 0.45 % |

|  | 0.05 % |

|  | 0.10 % |

|  | 0.11 % |

|  | 0.26 % |

|  | 0.11 % |

|  | 0.00 % |

|  | 98.32 % |

|  | 1.68 % |

|  | 71.64 % |

|  | 28.36 % |

#### Escobedo
|  | 28.61 % |

|  | 61.35 % |

|  | 0.18 % |

|  | 0.41 % |

|  | 0.24 % |

|  | 0.30 % |

|  | 0.00 % |

|  | 0.06 % |

|  | 0.24 % |

|  | 8.63 % |

|  | 0.00 % |

|  | 0.00 % |

|  | 98.83 % |

|  | 1.17 % |

|  | 69.14 % |

|  | 30.86 % |

#### Francisco I. Madero
|  | 30.59 % |

|  | 59.75 % |

|  | 1.19 % |

|  | 1.28 % |

|  | 3.89 % |

|  | 0.26 % |

|  | 0.87 % |

|  | 0.33 % |

|  | 1.35 % |

|  | 0.47 % |

|  | 0.01 % |

|  | 0.00 % |

|  | 98.29 % |

|  | 1.71 % |

|  | 65.86 % |

|  | 34.14 % |

#### Frontera
|  | 41.65 % |

|  | 53.98 % |

|  | 0.71 % |

|  | 1.08 % |

|  | 0.30 % |

|  | 0.50 % |

|  | 0.19 % |

|  | 0.13 % |

|  | 0.07 % |

|  | 1.38 % |

|  | 0.01 % |

|  | 0.00 % |

|  | 97.33 % |

|  | 2.67 % |

|  | 64.26 % |

|  | 35.74 % |

#### General Cepeda
|  | 44.15 % |

|  | 51.10 % |

|  | 0.86 % |

|  | 1.46 % |

|  | 0.84 % |

|  | 0.65 % |

|  | 0.12 % |

|  | 0.43 % |

|  | 0.09 % |

|  | 0.29 % |

|  | 0.00 % |

|  | 0.00 % |

|  | 97.61 % |

|  | 2.39 % |

|  | 67.37 % |

|  | 32.63 % |

#### Guerrero
|  | 22.47 % |

|  | 74.87 % |

|  | 0.43 % |

|  | 0.94 % |

|  | 0.34 % |

|  | 0.69 % |

|  | 0.00 % |

|  | 0.17 % |

|  | 0.00 % |

|  | 0.09 % |

|  | 0.00 % |

|  | 0.00 % |

|  | 97.98 % |

|  | 2.02 % |

|  | 63.50 % |

|  | 36.50 % |

#### Hidalgo
|  | 7.25 % |

|  | 91.52 % |

|  | 0.41 % |

|  | 0.27 % |

|  | 0.14 % |

|  | 0.00 % |

|  | 0.00 % |

|  | 0.00 % |

|  | 0.14 % |

|  | 0.27 % |

|  | 0.00 % |

|  | 0.00 % |

|  | 99.59 % |

|  | 0.41 % |

|  | 65.42 % |

|  | 34.58 % |

#### Jiménez
|  | 24.73 % |

|  | 70.05 % |

|  | 1.20 % |

|  | 0.87 % |

|  | 0.39 % |

|  | 0.29 % |

|  | 0.16 % |

|  | 0.23 % |

|  | 0.79 % |

|  | 1.22 % |

|  | 0.06 % |

|  | 0.00 % |

|  | 97.88 % |

|  | 2.12 % |

|  | 63.03 % |

|  | 36.97 % |

#### Juárez
|  | 41.80 % |

|  | 53.28 % |

|  | 0.41 % |

|  | 0.66 % |

|  | 0.30 % |

|  | 0.28 % |

|  | 0.22 % |

|  | 0.12 % |

|  | 0.02 % |

|  | 0.33 % |

|  | 0.02 % |

|  | 0.00 % |

|  | 98.37 % |

|  | 1.63 % |

|  | 62.12 % |

|  | 37.88 % |

#### Lamadrid
|  | 46.64 % |

|  | 50.91 % |

|  | 0.32 % |

|  | 0.71 % |

|  | 0.32 % |

|  | 0.71 % |

|  | 0.00 % |

|  | 0.24 % |

|  | 0.00 % |

|  | 0.16 % |

|  | 0.00 % |

|  | 0.00 % |

|  | 98.29 % |

|  | 1.71 % |

|  | 78.67 % |

|  | 21.33 % |

#### Matamoros
|  | 28.95 % |

|  | 56.41 % |

|  | 1.64 % |

|  | 1.42 % |

|  | 0.56 % |

|  | 0.37 % |

|  | 0.71 % |

|  | 0.28 % |

|  | 8.24 % |

|  | 1.30 % |

|  | 0.12 % |

|  | 0.00 % |

|  | 98.02 % |

|  | 1.98 % |

|  | 66.21 % |

|  | 33.79 % |

#### Monclova
|  | 45.73 % |

|  | 50.20 % |

|  | 0.63 % |

|  | 1.06 % |

|  | 0.35 % |

|  | 0.35 % |

|  | 0.19 % |

|  | 0.08 % |

|  | 0.04 % |

|  | 1.21 % |

|  | 0.17 % |

|  | 0.00 % |

|  | 97.44 % |

|  | 2.56 % |

|  | 62.11 % |

|  | 37.89 % |

#### Morelos
|  | 48.27 % |

|  | 48.85 % |

|  | 0.71 % |

|  | 0.76 % |

|  | 0.54 % |

|  | 0.37 % |

|  | 0.10 % |

|  | 0.10 % |

|  | 0.07 % |

|  | 0.22 % |

|  | 0.02 % |

|  | 0.00 % |

|  | 98.94 % |

|  | 1.16 % |

|  | 63.99 % |

|  | 36.01 % |

#### Muzquiz
|  | 43.42 % |

|  | 52.36 % |

|  | 0.62 % |

|  | 1.24 % |

|  | 0.32 % |

|  | 0.26 % |

|  | 0.27 % |

|  | 0.16 % |

|  | 0.43 % |

|  | 0.88 % |

|  | 0.03 % |

|  | 0.00 % |

|  | 98.02 % |

|  | 1.98 % |

|  | 63.83 % |

|  | 36.17 % |

#### Nadadores
|  | 35.48 % |

|  | 61.47 % |

|  | 0.55 % |

|  | 1.13 % |

|  | 0.26 % |

|  | 0.35 % |

|  | 0.38 % |

|  | 0.12 % |

|  | 0.09 % |

|  | 0.17 % |

|  | 0.00 % |

|  | 0.00 % |

|  | 98.97 % |

|  | 1.03 % |

|  | 71.23 % |

|  | 28.77 % |

#### Nava
|  | 43.51 % |

|  | 54.05 % |

|  | 0.43 % |

|  | 0.62 % |

|  | 0.37 % |

|  | 0.22 % |

|  | 0.33 % |

|  | 0.13 % |

|  | 0.08 % |

|  | 0.25 % |

|  | 0.00 % |

|  | 0.00 % |

|  | 98.64 % |

|  | 1.36 % |

|  | 62.91 % |

|  | 37.09 % |

#### Ocampo
|  | 30.82 % |

|  | 64.43 % |

|  | 1.40 % |

|  | 1.40 % |

|  | 0.37 % |

|  | 0.54 % |

|  | 0.02 % |

|  | 0.17 % |

|  | 0.07 % |

|  | 0.76 % |

|  | 0.00 % |

|  | 0.00 % |

|  | 98.71 % |

|  | 1.29 % |

|  | 56.97 % |

|  | 43.03 % |

#### Parras
|  | 33.55 % |

|  | 54.69 % |

|  | 2.80 % |

|  | 1.48 % |

|  | 5.04 % |

|  | 0.45 % |

|  | 0.25 % |

|  | 0.33 % |

|  | 0.11 % |

|  | 1.25 % |

|  | 0.04 % |

|  | 0.00 % |

|  | 97.71 % |

|  | 2.29 % |

|  | 62.65 % |

|  | 37.35 % |

#### Piedras Negras
|  | 34.36 % |

|  | 61.62 % |

|  | 0.79 % |

|  | 0.93 % |

|  | 1.06 % |

|  | 0.23 % |

|  | 0.18 % |

|  | 0.10 % |

|  | 0.19 % |

|  | 0.52 % |

|  | 0.02 % |

|  | 0.00 % |

|  | 98.09 % |

|  | 1.91 % |

|  | 53.41 % |

|  | 46.59 % |

#### Progreso
|  | 31.90 % |

|  | 64.87 % |

|  | 0.46 % |

|  | 0.87 % |

|  | 0.72 % |

|  | 0.56 % |

|  | 0.15 % |

|  | 0.00 % |

|  | 0.05 % |

|  | 0.36 % |

|  | 0.05 % |

|  | 0.00 % |

|  | 98.14 % |

|  | 1.86 % |

|  | 65.37 % |

|  | 34.63 % |

#### Ramos Arizpe
|  | 32.68 % |

|  | 61.60 % |

|  | 0.74 % |

|  | 1.49 % |

|  | 0.43 % |

|  | 0.33 % |

|  | 0.10 % |

|  | 0.13 % |

|  | 0.05 % |

|  | 2.40 % |

|  | 0.05 % |

|  | 0.00 % |

|  | 97.76 % |

|  | 2.24 % |

|  | 59.62 % |

|  | 40.38 % |

#### Sabinas
|  | 55.87 % |

|  | 40.88 % |

|  | 0.58 % |

|  | 0.75 % |

|  | 0.37 % |

|  | 0.38 % |

|  | 0.25 % |

|  | 0.10 % |

|  | 0.07 % |

|  | 0.72 % |

|  | 0.02 % |

|  | 0.00 % |

|  | 98.35 % |

|  | 1.65 % |

|  | 67.08 % |

|  | 32.92 % |

#### Sacramento
|  | 31.60 % |

|  | 67.35 % |

|  | 0.23 % |

|  | 0.08 % |

|  | 0.08 % |

|  | 0.23 % |

|  | 0.23 % |

|  | 0.00 % |

|  | 0.00 % |

|  | 0.23 % |

|  | 0.00 % |

|  | 0.00 % |

|  | 99.10 % |

|  | 0.90 % |

|  | 75.30 % |

|  | 24.70 % |

#### Saltillo
|  | 28.97 % |

|  | 66.25 % |

|  | 1.06 % |

|  | 1.30 % |

|  | 0.66 % |

|  | 0.34 % |

|  | 0.23 % |

|  | 0.14 % |

|  | 0.10 % |

|  | 0.83 % |

|  | 0.10 % |

|  | 0.00 % |

|  | 97.19 % |

|  | 2.81 % |

|  | 61.73 % |

|  | 38.27 % |

#### San Buenaventura
|  | 39.44 % |

|  | 57.75 % |

|  | 0.26 % |

|  | 0.66 % |

|  | 0.30 % |

|  | 0.28 % |

|  | 0.22 % |

|  | 0.12 % |

|  | 0.02 % |

|  | 0.33 % |

|  | 0.02 % |

|  | 0.00 % |

|  | 98.37 % |

|  | 1.63 % |

|  | 62.12 % |

|  | 37.88 % |

#### San Juan de Sabinas
|  | 51.87 % |

|  | 44.68 % |

|  | 0.61 % |

|  | 0.51 % |

|  | 0.29 % |

|  | 0.15 % |

|  | 0.55 % |

|  | 0.06 % |

|  | 0.04 % |

|  | 1.23 % |

|  | 0.00 % |

|  | 0.00 % |

|  | 98.28 % |

|  | 1.72 % |

|  | 60.88 % |

|  | 39.12 % |

#### San Pedro de las Colonias
|  | 40.42 % |

|  | 53.03 % |

|  | 1.22 % |

|  | 1.14 % |

|  | 0.44 % |

|  | 0.49 % |

|  | 1.27 % |

|  | 0.36 % |

|  | 0.54 % |

|  | 1.05 % |

|  | 0.05 % |

|  | 0.00 % |

|  | 98.07 % |

|  | 1.93 % |

|  | 68.86 % |

|  | 31.14 % |

#### Sierra Mojada
|  | 16.53 % |

|  | 79.05 % |

|  | 0.48 % |

|  | 0.48 % |

|  | 0.32 % |

|  | 0.11 % |

|  | 0.27 % |

|  | 0.16 % |

|  | 1.94 % |

|  | 0.65 % |

|  | 0.00 % |

|  | 0.00 % |

|  | 98.72 % |

|  | 1.28 % |

|  | 48.78 % |

|  | 51.22 % |

#### Torreón
|  | 39.19 % |

|  | 55.61 % |

|  | 0.90 % |

|  | 1.31 % |

|  | 0.46 % |

|  | 0.36 % |

|  | 0.51 % |

|  | 0.17 % |

|  | 0.40 % |

|  | 1.06 % |

|  | 0.03 % |

|  | 0.00 % |

|  | 97.78 % |

|  | 2.22 % |

|  | 60.24 % |

|  | 39.76 % |

#### Viesca
|  | 26.96 % |

|  | 63.88 % |

|  | 2.31 % |

|  | 0.98 % |

|  | 0.40 % |

|  | 0.36 % |

|  | 0.84 % |

|  | 0.22 % |

|  | 2.99 % |

|  | 1.04 % |

|  | 0.02 % |

|  | 0.00 % |

|  | 98.11 % |

|  | 1.89 % |

|  | 67.25 % |

|  | 32.75 % |

#### Villa Unión
|  | 43.82 % |

|  | 53.53 % |

|  | 0.31 % |

|  | 0.72 % |

|  | 0.44 % |

|  | 0.81 % |

|  | 0.16 % |

|  | 0.06 % |

|  | 0.03 % |

|  | 0.12 % |

|  | 0.02 % |

|  | 0.00 % |

|  | 98.01 % |

|  | 1.99 % |

|  | 65.07 % |

|  | 34.93 % |

#### Zaragoza
|  | 52.80 % |

|  | 43.27 % |

|  | 0.67 % |

|  | 1.13 % |

|  | 0.56 % |

|  | 0.41 % |

|  | 0.22 % |

|  | 0.10 % |

|  | 0.06 % |

|  | 0.78 % |

|  | 0.00 % |

|  | 0.00 % |

|  | 61.22 % |

|  | 1.76 % |

|  | 61.22 % |

|  | 38.77 % |

## Encuestas Pre-electorales
| Encuestadora            | Fuente | Fecha               | Anaya | Moreira | Glez. Schmal | Fuantos | Otros | Ninguno | NS/NC | Voto secreto |
| ----------------------- | ------ | ------------------- | ----- | ------- | ------------ | ------- | ----- | ------- | ----- | ------------ |
| Consulta Mitofsky       | [ 7 ]  | enero de 2011       | 19.2  | 65.2    | 1.1          |         |       |         | 14.5  |              |
| Vanguardia              | [ 8 ]  | enero de 2011       | 22.0  | 55.0    | 4.0          |         | 1.0   | 3.0     | 7.0   | 8.0          |
| Consulta Mitofsky       | [ 9 ]  | marzo de 2011       | 18.7  | 68.4    | 1.7          |         |       |         | 11.2  |              |
| GCE-Milenio             | [ 10 ] | abril de 2011       | 14.3  | 73.9    | 1.5          |         |       | 3.0     | 4.5   | 2.8          |
| Consulta Mitofsky       | [ 11 ] | abril de 2011       | 15.0  | 66.9    | 1.3          |         |       |         | 16.8  |              |
| GCE-Milenio             | [ 12 ] | mayo de 2011        | 16.3  | 68.2    | 0.8          | 2.6     |       | 2.5     | 2.5   | 7.1          |
| Consulta Mitofsky       | [ 13 ] | mayo de 2011        | 15.1  | 64.3    | 0.8          | 1.7     |       |         | 18.1  |              |
| El Universal            | [ 14 ] | mayo de 2011        | 35    | 60      | 2            | 3       |       |         |       |              |
| Covarrubias y Asociados | [ 15 ] | junio de 2011       | 22    | 65      | 1            | 1       |       |         |       |              |
| El Universal            | [ 16 ] | 29 de junio de 2011 | 37    | 60      | 1            | 2       |       |         |       |              |
| GCE-Milenio             | [ 17 ] | 29 de junio de 2011 | 30.3  | 66.2    | 1.1          | 2.4     |       |         |       |              |

## Elecciones internas de los partidos políticos

### Partido Acción Nacional
La Comisión Estatal Electoral de Procesos Internos del PAN admitió el registro de Guillermo Anaya Llamas y Eduardo de la Peña Gaytán como precandidatos a la Gubernatura de Coahuila. Por lo que la precampaña para seleccionar al candidato a gobernador, tendrá vigencia del 7 de enero al 26 de enero de 2011. Participando en la selección los miembros activos y adherentes de Acción Nacional. Del 23 al 27 de enero se llevara a cabo la selección del candidato, por todos los municipios de Coahuila y clasificado por regiones.
El 27 de enero al concluir el proceso de elección, Anaya registró un total de 5 486 votos frente a Eduardo de la Peña Gaytán que obtuvo 79 votos, convirtiéndose de esa manera en candidato del PAN a la gubernatura.

### Partido Revolucionario Institucional
El principal aspirante a la candidatura del PRI a la gubernador, Rubén Moreira Valdez, —hermano del gobernador saliente Humberto Moreira— manifestó el 28 de septiembre de 2010 que en el mes de diciembre del mismo año decidiría su participación en la competencia por la candidatura de su partido. En consecuencia, el 2 de diciembre solicitó y obtuvo licencia al cargo de diputado federal, y el 23 de diciembre al de presidente del comité estatal del PRI.
El 5 de enero de 2011 se registró como precandidato del PRI a la gubernatura, y al día siguiente 6 de enero al ser el único registrado recibió la constancia de mayoría como candidato. A esta candidatura se unieron el 23 de enero el Partido Verde Ecologista de México y los partidos de registro local Socialdemócrata y Primero Coahuila, y el 24 de enero Nueva Alianza.

### Partido de la Revolución Democrática
El 29 de enero de 2011 el PRD resolvió no postular candidato propio a la gubernatura y convocó para el 30 de enero a su consejo político para resolver la postulación del candidato del PAN, Guillermo Anaya Llamas o del PT y Convergencia, Jesús González Schmal.
El 17 de febrero de 2011 se concretó la alianza con el PAN y la UDC y la postulación de Guillermo Anaya a la gubernatura. Sin embargo, el día 25 de abril de 2011 los perredistas abandonan la coalición porque tanto el candidato a gobernador, Guillermo Anaya, como el primer lugar para candidatos plurinominales, Fernando Gutiérrez, son panistas. Por la razón anterior, el día 30 de abril de 2011 el Consejo Político Estatal del PRD eligió, de forma unánime, a Genaro Fuantos como candidato a gobernador.

### Partido del Trabajo - Convergencia
El PT anunció que no sea aliaría con el PRD en caso de que este último partido se aliara a su vez con el PAN, y el 6 de enero de 2011 presentó como precanditos a la gubernatura a Jesús González Schmal y a Ramón Díaz Ávila; eligiendo finalmente a González Schmal.

### Unidad Democrática de Coahuila
El 25 de enero de 2011 la UDC eligió como su candidato a la gubernatura a Evaristo Lenin Pérez Rivera, sin embargo, mantiene la posibilidad de formar una alianza con el PAN, que se concretó el 17 de enero de 2011 con la postulación de Guillermo Anaya.

## Congreso del Estado

### Organización

#### Distritación electoral
Coahuila se divide en 16 distritos electorales para la elección de los 16 diputados por mayoría relativa, los cuales cuentan con una cabecera distrital y pueden abarcar más de un municipio.
| Distrito | Cabecera       | Municipios                                                                  |
| -------- | -------------- | --------------------------------------------------------------------------- |
| I        | Saltillo       | Saltillo Sur                                                                |
| II       | Saltillo       | Saltillo Oriente                                                            |
| III      | Saltillo       | Saltillo Poniente                                                           |
| IV       | Saltillo       | Saltillo Norte                                                              |
| V        | Ramos Arizpe   | Parras de la Fuente, Arteaga, General Cepeda                                |
| VI       | Torreón        | Matamoros, Viesca                                                           |
| VII      | Torreón        | Torreón                                                                     |
| VIII     | Torreón        | Torreón                                                                     |
| IX       | Torreón        | Torreón                                                                     |
| X        | San Pedro      | Francisco I. Madero, Sierra Mojada                                          |
| XI       | Frontera       | Monclova Poniente, Nadadores, Sacramento, La Madrid, Cuatrocienegas, Ocampo |
| XII      | Monclova       | Candela, Castaños                                                           |
| XIII     | Múzquiz        | San Buenaventura, San Juan de Sabinas, Progreso, Escobedo, Abasolo          |
| XIV      | Sabinas        | Allende, Juárez, Morelos, Nava, Villa Unión, Guerrero, Hidalgo, Zaragoza    |
| XV       | Ciudad Acuña   | Jiménez                                                                     |
| XVI      | Piedras Negras | Piedras Negras                                                              |

## Diputados
Votación obtenida en los distritos de mayoría según los términos fijados en los convenios de coalición total denominada "Coahuila Libre y Seguro" (PAN-UDC), y 7 convenios de coalición parcial entre el PRI, PVEM, Nueva Alianza, PSD y PPC. 

#### 1.° distrito. Saltillo
|  | 32.56 % |

|  | 61.59 % |

|  | 1.42 % |

|  | 1.50 % |

|  | 0.43 % |

|  | 0.17 % |

|  | 1.38 % |

|  | 0.51 % |

|  | 0.26 % |

|  | 0.00 % |

|  | 1.87 % |

|  | 61.49 % |

|  | 38.50 % |

#### 2.° distrito. Saltillo
|  | 20.34 % |

|  | 74.17 % |

|  | 1.4 % |

|  | 1.39 % |

|  | 0.43 % |

|  | 0.18 % |

|  | 0.14 % |

|  | 1.29 % |

|  | 0.39 % |

|  | 0.29 % |

|  | 0.00 % |

|  | 2.91 % |

|  | 63.39 % |

|  | 36.60 % |

#### 3.° distrito. Saltillo
|  | 24.30 % |

|  | 68.63 % |

|  | 2.25 % |

|  | 1.55 % |

|  | 0.43 % |

|  | 0.20 % |

|  | 0.11 % |

|  | 1.37 % |

|  | 0.46 % |

|  | 0.64 % |

|  | 0.00 % |

|  | 3.30 % |

|  | 100.00 % |

#### 4.° distrito. Saltillo
|  | 31.44 % |

|  | 61.23 % |

|  | 1.47 % |

|  | 1.56 % |

|  | 1.47 % |

|  | 0.48 % |

|  | 0.43 % |

|  | 0.27 % |

|  | 0.12 % |

|  | 1.52 % |

|  | 0.00 % |

|  | 3.62 % |

|  | 100.00 % |

#### 5.° distrito. Ramos Arizpe
|  | 31.93 % |

|  | 61.06 % |

|  | 2.64 % |

|  | 3.06 % |

|  | 0.63 % |

|  | 0.68 % |

|  | 0.00 % |

|  | 3.76 % |

|  | 100.00 % |

#### 6.° distrito. Torreón
|  | 29.25 % |

|  | 58.22 % |

|  | 4.45 % |

|  | 4.17 % |

|  | 4.14 % |

|  | 3.62 % |

|  | 5.59 % |

|  | 0.00 % |

|  | 6.07 % |

|  | 100.00 % |

#### 7.° distrito. Torreón
|  | 38.85 % |

|  | 55.90 % |

|  | 1.10 % |

|  | 1.28 % |

|  | 0.82 % |

|  | 0.39 % |

|  | 0.67 % |

|  | 0.19 % |

|  | 0.34 % |

|  | 0.46 % |

|  | 0.00 % |

|  | 2.47 % |

|  | 100.00 % |

#### 8.° distrito. Torreón
|  | 34.43 % |

|  | 61.18 % |

|  | 1.44 % |

|  | 1.64 % |

|  | 0.88 % |

|  | 0.44 % |

|  | 0.00 % |

|  | 3.20 % |

|  | 100.00 % |

#### 9.° distrito. Torreón
|  | 40.01 % |

|  | 53.65 % |

|  | 1.99 % |

|  | 1.55 % |

|  | 1.57 % |

|  | 0.65 % |

|  | 0.53 % |

|  | 0.00 % |

|  | 3.05 % |

|  | 100.00 % |

#### 10.° distrito. San Pedro de las Colonias
|  | 32.69 % |

|  | 55.00 % |

|  | 2.66 % |

|  | 2.33 % |

|  | 1.97 % |

|  | 1.32 % |

|  | 1.42 % |

|  | 0.48 % |

|  | 1.87 % |

|  | 0.28 % |

|  | 0.00 % |

|  | 2.60 % |

|  | 100.00 % |

#### 11.° distrito. Frontera
|  | 39.88 % |

|  | 50.34 % |

|  | 1.56 % |

|  | 1.74 % |

|  | 1.19 % |

|  | 1.38 % |

|  | 0.57 % |

|  | 0.00 % |

|  | 3.35 % |

|  | 100.00 % |

#### 12.° distrito. Monclova
|  | 38.37 % |

|  | 52.90 % |

|  | 2.24 % |

|  | 3.34 % |

|  | 1.58 % |

|  | 1.57 % |

|  | 0.00 % |

|  | 3.32 % |

|  | 100.00 % |

#### 13.° distrito. Muzquiz
|  | 39.44 % |

|  | 53.48 % |

|  | 1.98 % |

|  | 1.28 % |

|  | 0.74 % |

|  | 0.45 % |

|  | 0.78 % |

|  | 0.28 % |

|  | 1.02 % |

|  | 0.55 % |

|  | 0.00 % |

|  | 2.84 % |

|  | 100.00 % |

#### 14.° distrito. Sabinas
|  | 46.72 % |

|  | 49.64 % |

|  | 1.26 % |

|  | 0.94 % |

|  | 0.83 % |

|  | 0.61 % |

|  | 0.00 % |

|  | 2.54 % |

|  | 100.00 % |

#### 15.° distrito. Acuña
|  | 23.59 % |

|  | 70.35 % |

|  | 0.88 % |

|  | 1.04 % |

|  | 0.68 % |

|  | 0.37 % |

|  | 0.67 % |

|  | 0.86 % |

|  | 0.99 % |

|  | 0.57 % |

|  | 0.00 % |

|  | 2.21 % |

|  | 100.00 % |

#### 16.° distrito. Piedras Negras
|  | 29.97 % |

|  | 62.03 % |

|  | 1.82 % |

|  | 1.06 % |

|  | 3.72 % |

|  | 0.32 % |

|  | 0.37 % |

|  | 0.17 % |

|  | 0.28 % |

|  | 0.26 % |

|  | 0.00 % |

|  | 2.46 % |

|  | 100.00 % |

### Diputados electos a la LIX Legislatura
| Distrito       | Candidato electo                    |
| -------------- | ----------------------------------- |
| I              | Jorge Alanís Canales                |
| II             | Indalecio Rodríguez López           |
| III            | Manolo Jiménez Salinas              |
| IV             | José Luis Moreno Aguirre            |
| V              | Víctor Manuel Zamora Rodríguez      |
| VI             | Juan Carlos Ayup Guerrero           |
| VII            | Antonio Juan Marcos Villarreal      |
| VIII           | Rodrigo Fuentes Ávila               |
| IX             | Jaime Russek Fernández              |
| X              | Francisco José Dávila Rodríguez     |
| XI             | José Francisco Rodríguez Herrera    |
| XII            | Fernando De La Fuente Villarreal    |
| XIII           | Ana María Boone Godoy               |
| XIV            | María Guadalupe Rodríguez Hernández |
| XV             | Cuauhtémoc Arzola Hernández         |
| XVI            | Juan Alfredo Botello Najera         |
| Plurinominal 1 | Fernando Simón Gutiérrez Pérez      |
| Plurinominal 2 | Evaristo Lenin Pérez Rivera         |
| Plurinominal 3 | Edmundo Gómez Garza                 |
| Plurinominal 4 | Eliseo Mendoza Berrueto             |
| Plurinominal 5 | Lucía Azucena Ramos Ramos           |
| Plurinominal 6 | José Refugio Sandoval Rodríguez     |
| Plurinominal 7 | Simón Hiram Vargas Hernández        |
| Plurinominal 8 | Samuel Acevedo Flores               |
| Plurinominal 9 | Norberto Ríos Pérez                 |

## Legado
Según cifras del Instituto Electoral y de Participación Ciudadana de Coahuila (IEPCC) la elección tuvo una participación de 61.62% con un abstencionismo de 38.38% entre los habitantes habilitados para el sufragio en la entidad. El candidato del PRI-VERDE-PANAL-PSD-PPC Rubén Moreira Valdez se alzó con el triunfo con 60% de los votos además de que los priistas lograron el carro completo con triunfos en los 16 distritos electorales.